# Ayou
Ayou è un arrondissement del Benin situato nella città di Allada (dipartimento dell'Atlantico) con 6.782 abitanti (dato 2006).